# Anoplotrupes stercorosus
Anoplotrupes stercorosus é uma espécie de insetos coleópteros polífagos pertencente à família Geotrupidae.
A autoridade científica da espécie é Scriba, tendo sido descrita no ano de 1791.
Trata-se de uma espécie presente no território português.